# Kara (groep)
Kara (Hangul: 카라) is een Zuid-Koreaanse meidengroep die in 2007 werd opgericht door DSP Media. De groep bestaat uit vijf leden, namelijk Gyuri, Seungyeon, Nicole, Jiyoung en Youngji.

## Beschrijving
De band debuteerde in maart 2007 met het album The First Bloooooming. Kara was aanvankelijk nog een kwartet. Na het vertrek van Sunghee kwamen er twee leden bij en het imago en muziekstijl van de groep werd veranderd.
In juli 2008 kwam een tweede album uit, getiteld Rock U. Bekendheid van de groep nam toe en in 2009 volgde een eerste optreden.
Na commercieel succes in 2010 en 2011 ging de groep ook muziek promoten in Japan. Binnen twee jaar werden er ruim een miljoen singles verkocht in dat land.
In 2014 verlieten Nicole en Jiyoung de groep. In de realityserie Kara Project werd Youngji Heo uitgeroepen als winnaar en zij werd toegevoegd als nieuw lid.
Begin 2016 kondigde DSP Media het stoppen van Kara nadat de contracten van meerdere leden verliepen. In 2022 werd nog een ep uitgebracht, en in 2024 volgde een comeback van de groep.
De naam Kara is afkomstig van het Griekse woord χαρά (chara) wat zoveel als plezier betekent.

## Discografie

### Koreaanse albums
- The First Bloooooming (2007)
- Revolution (2009)
- Step (2011)
- Full Bloom (2013)

### Japanse albums
- Girl's Talk (2010)
- Super Girl (2011)
- Girls Forever (2012)
- Fantastic Girls (2013)
- Girls Story (2015)

### Singles
Singles met een nummer een- of twee-notering in de Koreaanse Circle Chart-hitlijsten.
- "Lupin" (2010)
- "Step" (2011)
- "Pandora" (2012)

## Leden

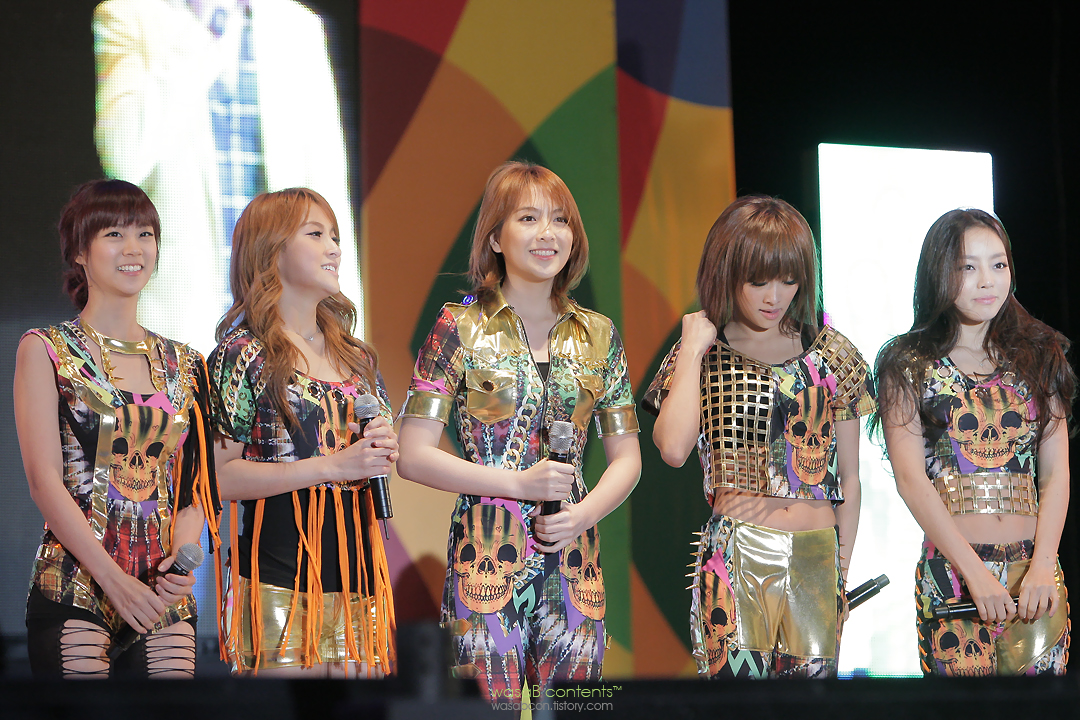
Kara in 2011

| Artiestennaam | Artiestennaam | Naam           | Geboortedatum    |
| Gelatiniseerd | Hangul        | Gelatiniseerd  | Geboortedatum    |
| ------------- | ------------- | -------------- | ---------------- |
| Gyuri         | 박규리        | Park Gyu-ri    | 21 mei 1988      |
| Seungyeon     | 한승연        | Han Seung-yeon | 24 juli 1988     |
| Nicole        | 정용주        | Nicole Jung    | 7 oktober 1991   |
| Jinyoung      | 강지영        | Kang Ji-young  | 18 januari 1994  |
| Youngji       | 허영지        | Heo Young-ji   | 30 augustus 1994 |